# Dragaš
Dragaš, também conhecida como Dragash ou Sharri (em albanês:  Dragash ou Sharri; em sérvio:  Драгаш, Dragaš; em turco:  Dragaş) é uma cidade e municipalidade no distrito de Prizren no sul do Kosovo, sendo de jure parte da República da Sérvia. A população da cidade é de aproximadamente 33.584 habitantes (2011).
Foi nomeado em homenagem ao senhor medieval sérvio Constantino Dragases.